# AC/DC-medlemmer
Dette er en kronologisk oversigt over AC/DC's medlemmer gennem tiderne.